# Rolls-Royce Phantom V
El Phantom V es una gran berlina ultra-exclusiva que fue construida por Rolls-Royce desde 1959 hasta 1968. 
Basada en el Silver Cloud II, compartía el motor V8 y el cambio de marchas automático Hydramatic de General Motors con su hermano menor. Rolls-Royce ensamblaba los chasis y transmisiones de los coches siendo la carrocería según los diseños estándar de los carroceros H. J. Mulliner, Park Ward, y James Young, antiguos concesionarios absorbidos por Rolls-Royce.
El motor era un 6,230 cc V8 a 90-grados con carburador SU doble, junto con una transmisión automática de 4-velocidades. El coche tenía grandes frenos de tambor y una distancia entre ejes de 3.683 mm. La transmisión automática de cuatro velocidades y la dirección asistida eran estándar.
Desde 1963 en adelante se incorporaron el motor un 7% más potente del Silver Cloud III y las aletas delanteras incorporando los faros cuádruples de este último.
Un total de 516 Phantom V fueron construidos. Su lista de propietarios incluye la reina Isabel II y su madre, la reina Isabel, la Reina Madre. Los coches propiedad de Isabel II fueron coches oficiales de estado, adaptados con ese propósito con la bandera correspondiente e iluminados con el escudo heráldico sobre el parabrisas. Siendo retirados de servicio activo en 2002, los dos se encuentran ahora expuestos al público: uno en el Museo Real de la Automoción en Sandringham, y el otro en el garaje especial a bordo del HMY Britannia en Leith, Edimburgo. 
El Gobernador de Hong Kong utilizó un Rolls-Royce Phantom V para ocasiones ceremoniales. Fue sacado de Hong Kong por la Royal Navy inmediatamente después de la entrega de la antigua colonia a China el 1 de julio de 1997.
Mohammad Reza Pahlavi, el Shah de Irán, era otro de los propietarios de este modelo. Desde su exilio, el coche se conserva en su residencia real en Teherán y de vez en cuando se muestra al público entre los otros lujosos coches propiedad del Shah, incluyendo un único Rolls-Royce Phantom VI.
El rey Olaf V de Noruega posee una limusina de 1962 como coche de estado. El presidente yugoslavo Josip Broz Tito poseía un Rolls-Royce Phantom V privado.
El Phantom V del entonces Beatle John Lennon, un icono de la contracultura en la década de 1960, salió de fábrica acabado en blanco, pero más tarde Lennon encargó un acabado personalizado al estilo de un carromato gitano (no "psicodélico" como a menudo se refiere).

## Galería

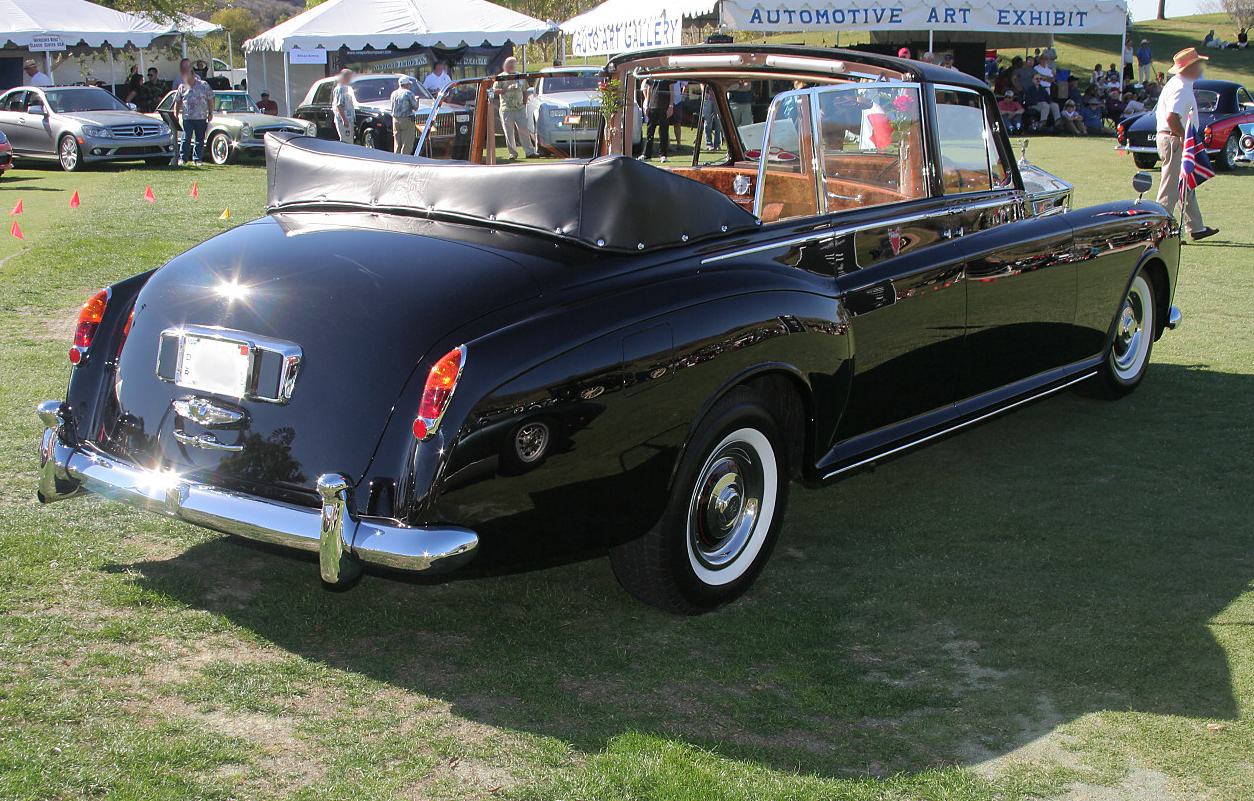
Landaulet de Estado de 1966.
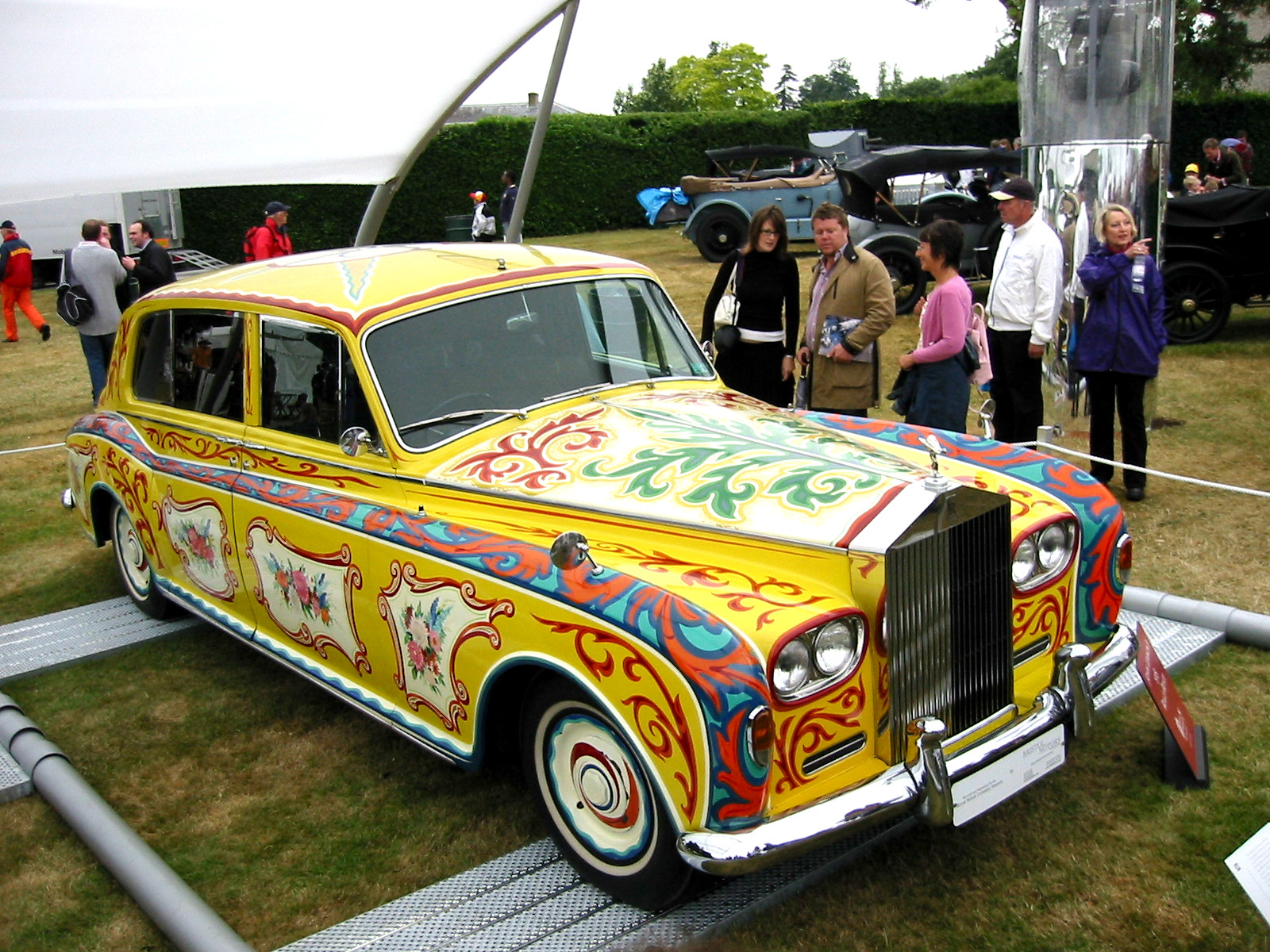
Phantom V de 1965 de John Lennon.